# Сербин Яків
Сербин Яків — київський друкар і гравер другої половини 18 століття.
Мав свою друкарню і без дозволу цензури відбивав і продавав дереворити: «Богородиця Охтирська», «Микола Чудотворець», «Великомучениця Варвара», лист з зображенням Благовіщення і з текстом «Богородице Діво»… та ін.